# Aldo Gordini
Aldo Gordini (Bologna, 20 maggio 1921 – Parigi, 28 gennaio 1995) è stato un pilota automobilistico francese.

## Biografia
Nato a Bologna, era figlio di Amedeo Gordini, proprietario della scuderia francese Gordini. Aldo lavorò per la scuderia del padre come meccanico e partecipò ad alcuni eventi automobilistici, prendendo parte ad alcune gare di Formula 2 dove ottenne dei buoni piazzamenti.
Nel 1945 ha vinto la prima edizione della Coupe Robert Benoist.
Nel 1948 con una Simca-Gordini T8 arrivò quinto alla Coupe du Salon a Montlhéry vincendo classe 1500 cc e settimo nella 24 Ore di Spa. Nel 1950 partecipò alla 24 ore di Le Mans con André Simon. Prese parte ad una gara del campionato del mondo di Formula 1 il 1º luglio 1951, nonché ad una gara di Formula 1 non valevole per il campionato. Nello stesso anno guidò per la scuderia Gordini alla 24 ore di Le Mans con José Scaron, ma a causa di alcuni problemi alla pompa del carburante si ritirò dalla gara. Morì a Parigi nel 1995.

## Risultati
Risultati ottenuti nel Campionato mondiale di Formula 1.
| 1951 | Scuderia      | Vettura |  |  |  |     |  |  |  |  | Punti | Pos. |
| ---- | ------------- | ------- |  |  |  | --- |  |  |  |  | ----- | ---- |
| 1951 | Simca-Gordini | T11     |  |  |  | Rit |  |  |  |  | 0     |      |

| Legenda | 1º posto     | 2º posto | 3º posto    | A punti         | Senza punti/Non class.  | Grassetto – Pole position Corsivo – Giro più veloce |
| Legenda | Squalificato | Ritirato | Non partito | Non qualificato | Solo prove/Terzo pilota | Grassetto – Pole position Corsivo – Giro più veloce |